# Gare de Collonges - Fontaines
Gare de Collonges - Fontaines vasútállomás Franciaországban, Collonges-au-Mont-d’Or településen.

## Vasútvonalak
Az állomást az alábbi vasútvonalak érintik:
- Párizs–Marseille-vasútvonal
- Collonges - Fontaines–Lyon-Guillotière-vasútvonal

## Kapcsolódó állomások
A vasútállomáshoz az alábbi állomások vannak a legközelebb:
- Gare de Couzon-au-Mont-d’Or
- Gare de Lyon-Vaise